# NOT-poort
De NOT-poort of inverter (Nederlands: 'NIET-poort') is een digitale elektronische schakeling. De poort bezit één ingang en één uitgang. De logische toestand van de uitgang is uitsluitend 0, als de ingang 1 is.

## Booleaanse overdrachtsfunctie
In booleaanse algebra kan de functie geschreven worden als:
{\displaystyle Q={\overline {P}}}

## Waarheidstabel voor een NOT-poort

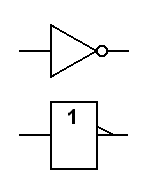
Amerikaans (boven) en IEC-symbool van een NOT

| Ingang | Uitgang |
| P      | Q       |
| ------ | ------- |
| 0      | 1       |
| 1      | 0       |

## Elektronische implementatie
NOT-poorten worden, meestal in groepen of in combinatie met andere logische schakelingen, als geïntegreerde schakeling uitgevoerd. Het komt voor positieve en negatieve logica op hetzelfde neer; het maakt niet uit, of een logische 1 correspondeert met een hoge of een lage spanning. Het type 7404 uit de TTL-serie 74xx is een voorbeeld van een zesvoudige NOT.

## Uitvoering

### Uitvoering met relais
In deze schakeling bezit het relais een verbreekcontact. De stroomkring met het contact is geopend, wanneer het relais bekrachtigd is. Positieve logica: 1 = stroomvoerend

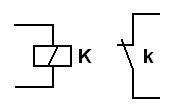
NOT-poort met relais

### Uitvoering met transistor
Indien de ingang niet onder spanning staat, laat de transistor geen stroom door en ontstaat een uitgangsspanning.
Indien de ingang echter wel onder spanning staat, laat de transistor wel stroom door en wordt de uitgang geaard.

NOT-poort met transistor